# 선 위의 세상
선 위의 세상(線 - 世上, 독일어: Welt Am Draht, 영어: World On Wires)은 독일(당시, 서독)에서 제작된 라이너 베르너 파스빈더 감독의 1973년 범죄, SF 영화이다. 클라우스 로위치 등이 주연으로 출연하였다.

## 출연

### 주연
- 클라우스 로위치
- 바바라 발렌틴

### 조연
- 울프강 쉔크
- 울리 롬멜
- 아드리안 호벤
- 이반 데스니
- 조아킴 한센
- 쿠르트 랍
- 마르기트 카르스텐센
- 잉그리드 카벤
- 고트프리드 존
- 릴로 펨페이트
- 피터 차텔
- 베르너 슈뢰터
- 크리스틴 카우프먼
- 에디 콘스탄틴
- 피터 케른
- 울프강 헤스

## 제작진
- 미술: 쿠르트 랍

## 같이 보기
- 시뮬라시옹
- 모의 현실
- 13층
- 가상 현실